# Ciekawska Krowa
Ciekawska Krowa (ang. Curious Cow, 2000-2005) — brytyjski krótkometrażowy serial animowany wyprodukowany przez Nickelodeon UK i Seed Animation Studio, który był w Polsce emitowany na kanale Nickelodeon Polska od 6 marca 2010 roku.

## Fabuła
Serial przedstawia perypetie krówki, która skusi się na każdą pułapkę w pokoju, do którego wejdzie. Sprawdzanie pułapek przez krówkę zawsze kończy się jej śmiercią.

## Odcinki
Seria 1
1. Dynamitowa katastrofa
2. Pszczoły (Ul pszczeli wiszący na drzewie)
3. Bezdenny dół zguby (Głęboka dziura)
4. Jezioro kwasu
5. Tygrys jedzący krowy
6. Fortepian (Fortepian wiszący pod sufitem)

Seria 2
1. Trawiasta pułapka (Pułapka na krowy)
2. Goryl ściskacz (Dusząca łapa goryla)
3. Antydusząca śluza powietrzna
4. Pociąg (Tunel)
5. Mury śmierci (Ściany ściskające)
6. Wieloryb (Wieloryb złapany i oddany)
7. Sople Lodu (odc. św.)
8. Katarynka z niespodzianką (odc. św.)